# Скопски санджак
Скопският санджак (на турски: Üsküp Sancağı) е санджак в Османската империя, обхващащ околностите на град Скопие, който е и център на санджака. В началото на XIX век е част от Румелийския еялет, а след това е част от Призренския и Косовския вилает на Османската империя.

## История
В края на 1391 г. османският пълководец Игит паша напада земите на Вук Бранкович и на 6 януари 1392 г. превзема Скопие и околностите му. Игит паша превръща новозавзетите територии в османска акънджийска база за нападения към Западните Балкани и до края на XIV век принуждава Вук Бранкович да се признае за османски васал. С изтеглянето границата на запад, т.е. със завоюването на Босна, отпада нуждата да се поддържат васали в Македония. Игит паша създава силна фамилия от удж-бейове, която утвърждава властта си в Скопския санджак през следващия век. Игит паша е първият санджакбей на Скопие и служи като такъв 21 години – от 1392 до 1413 г. През XVII в. в Скопския санджак има 20 зиаметлии и 344 тимариоти
До XIX век Скопски санджак остава част от Румелийски еялет. При премахването на еялетите и създаването на вилаетската система, Скопският санджак, заедно с Призренския, Дебърския и Нишкия санджак става част в 1868 или 1871 г. от новосъздадения Призренски вилает. Когато в 1877 г. е създаден Косовски вилает, Призренският вилает без няколко нахии, анексирани от Сърбия, става част от Косовския вилает, заедно със Скопски санджак, а Скопие става център на новосъздадения Скопски вилает.

## Валии
Скопски санджак
| Име                             | Години                       |
| ------------------------------- | ---------------------------- |
| Игит паша                       | 1392 – 1413                  |
| Исхак бей                       | 1414 – 1439                  |
| Несух бей                       | 1439 – 1454                  |
| Иса бег Исакович                | 1454 – 1463                  |
| Мустафа паша Кара Мехмедзаде    | юли 1755 – ?                 |
| Хавзи паша                      | ? – 1843                     |
| Осман паша                      | септември 1844 – август 1845 |
| Мехмед Селим паша Енесте Хасеки | август 1845 – март 1848      |
| Хафъз Мехмед паша Черкез        | март 1848 – май 1850         |
| Исмаил паша Паяслъ              | май 1850 – април 1851        |
| Мустафа Тосун паша              | април 1851 – октомври 1853   |
| Али Ръза Мехмед паша            | ноември 1853 – февруари 1854 |
| Акиф паша                       | 1857 – ?                     |
| Мазхар Осман паша Арнавуд       | септември 1858 – август 1859 |
| Рюстем паша Ебубекир            | август 1859 – март 1860      |
| Мустафа паша Алянак             | март 1860 – юли 1863         |
| Махмуд Фаиз паша                | юли 1863 – януари 1864       |
| ?                               |                              |
| Исмаил Хакъ паша Лесковикли     | ноември 1865 – юли 1869      |
| ?                               | юли 1869 – юли 1874          |